# Suha (kanton zenicko-dobojski)
Suha – wieś w Bośni i Hercegowinie, w Federacji Bośni i Hercegowiny, w kantonie zenicko-dobojskim, w gminie Zavidovići. W 2013 roku pozostawała niezamieszkana.